# Cassia abbreviata

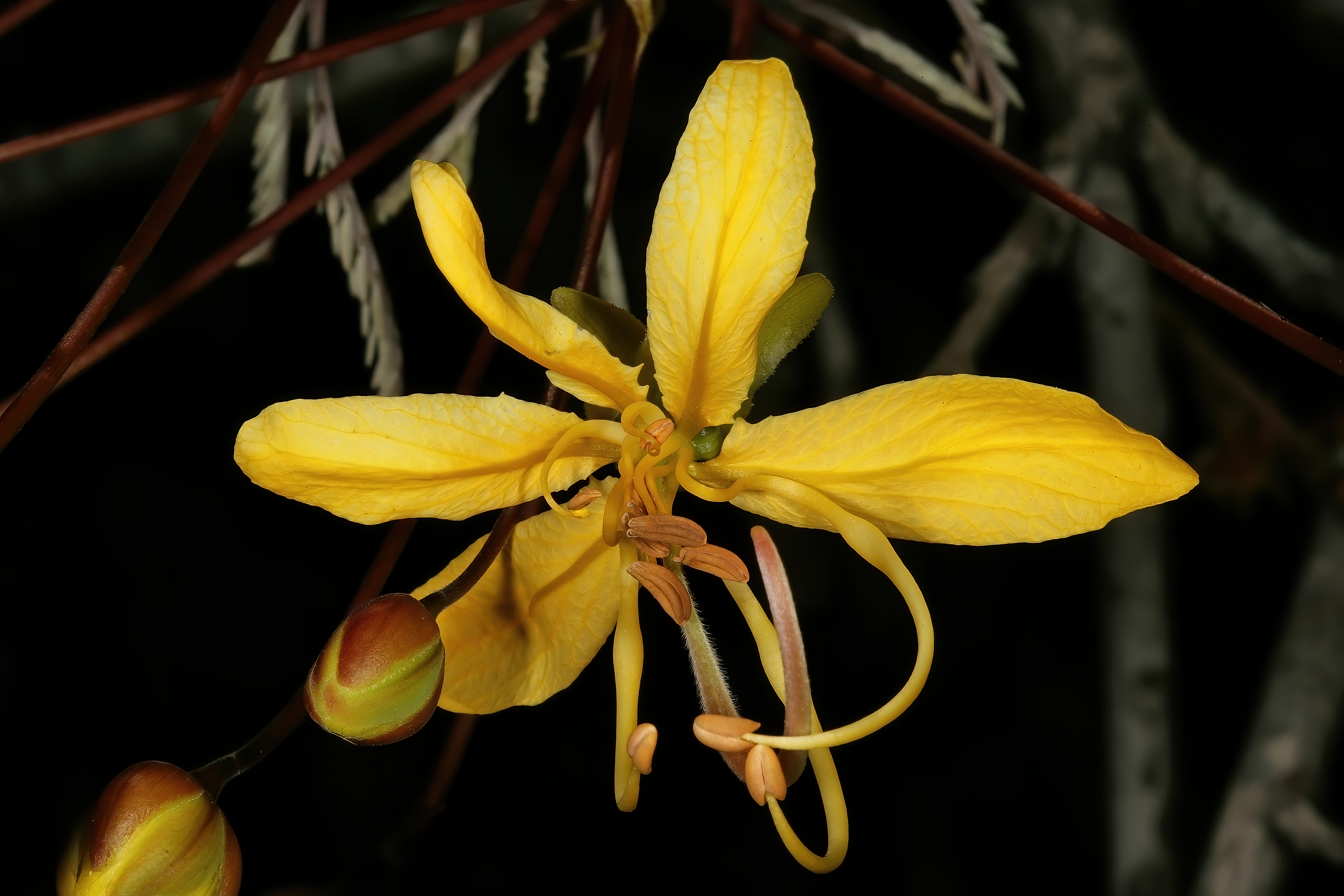
Blüte

Cassia abbreviata ist eine Pflanzenart aus der Gattung der Kassien (Cassia) in der Unterfamilie der Johannisbrotgewächse (Caesalpinioideae).

## Beschreibung

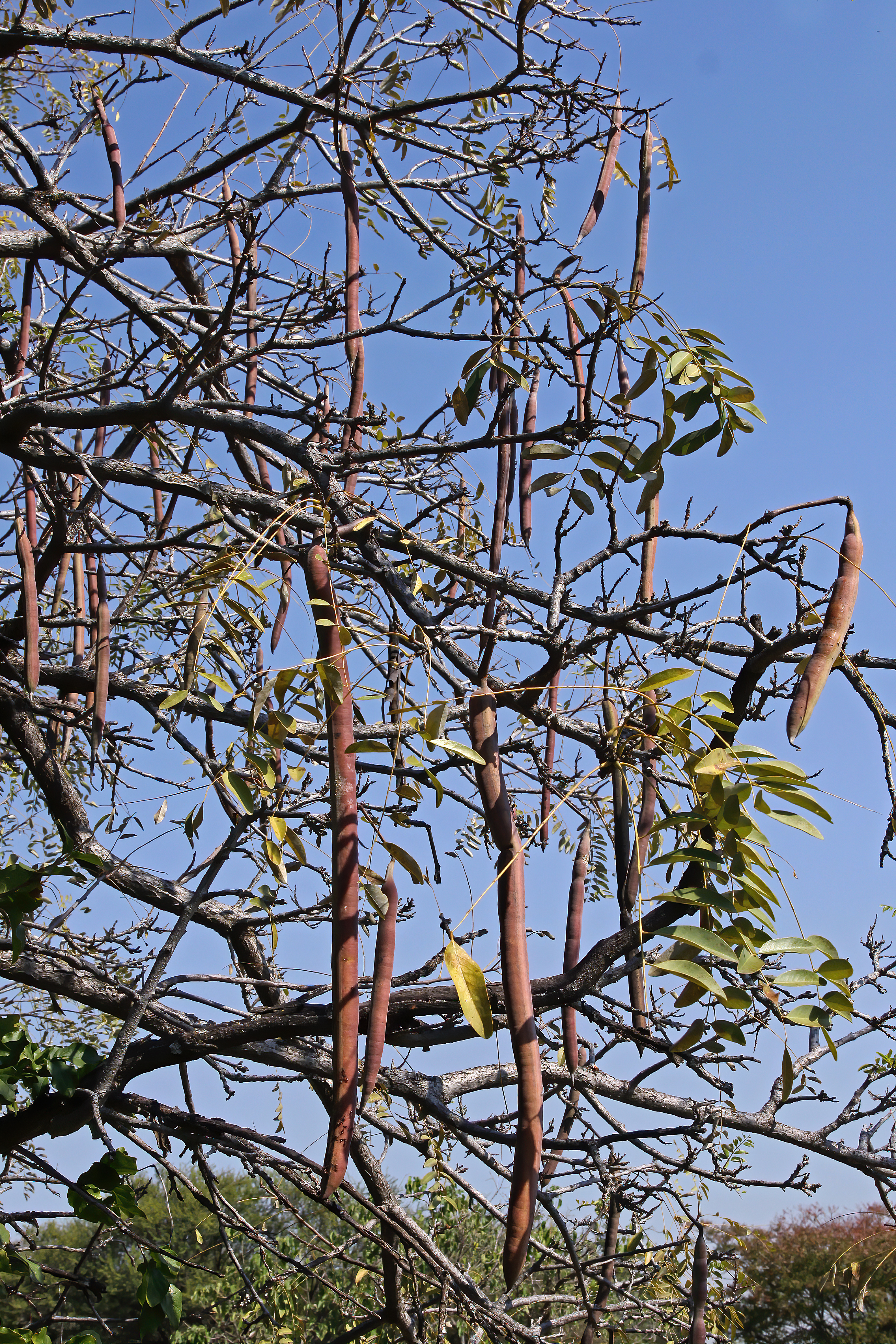
Lange Früchte von Cassia abbreviata

### Vegetative Merkmale
Cassia abbreviata wachsen als laubabwerfende Bäume oder Sträucher, die Wuchshöhen von bis über 10 Metern erreichen können und häufig eine schirmförmige Krone auf einem geraden Stamm ausbilden. Die grau-braune Borke ist rau und rissig.
Die aus fünf bis 12 Blattpaaren zusammengesetzten, paarig gefiederten, gestielten Laubblätter sind jung hellgrün, später dunkler, leicht hängend und werden in der Trockenzeit abgeworfen. Die kurz gestielten, eiförmigen bis länglichen Blättchen sind ganzrandig und stumpf.

### Generative Merkmale
Die Blütezeit reicht August bis Oktober. Die Blüten stehen in endständigen und lockeren, traubigen Blütenständen zusammen. Die süß duftenden, zwittrigen Blüten sind fünfzählig. Die fünf Kronblätter sind tiefgelb und bis 3,5 Zentimeter lang, die dachigen Kelchblätter sind stumpf. Es sind 10 Staubblätter vorhanden, 3 sind verkümmert und 3 sind lang, 4 sind kürzer. Der leicht behaarte, längliche, gebogenen Fruchtknoten ist gestielt mit kurzem Griffel und kleiner Narbe.
Die grünen, runden, schlanken, röhrenförmigen und herabhängend Hülsenfrüchte weisen eine Länge von bis zu 1 Meter auf und färben sich bei Reife (die zum Teil erst kurz vor der nächsten Blüte erfolgt) dunkelbraun. Die Hülsenfrüchte sind im Inneren segmentiert und enthalten viele schwarze und flache Samen in einem braungrünen „Fruchtfleisch“.

## Taxonomie und Systematik
Cassia abbreviata wurde 1871 von Daniel Oliver in Flora of Tropical Africa Band 2 Seite 271 erstbeschrieben.
Die Heimat von Cassia abbreviata liegt Süden und Osten des tropischen und subtropischen Afrika (werden dort afrikaans: „Sjambok pod“, engl.: „long-tail cassia“ genannt). Sie kommt heute auch auf Mauritius und Papua-Neuguinea vor.
Von Cassia abbreviata werden drei Unterarten unterschieden:
- Cassia abbreviata Oliv. subsp. abbreviata: Verbreitung: Mosambik, Sambia, Simbabwe, Tansania, Demokratische Republik Kongo[2]
- Cassia abbreviata subsp. beareana (Holmes) Brenan (Syn.: Cassia beareana Holmes): Verbreitung: Botswana, Kenia, Mosambik, Namibia, Sambia, Simbabwe, Somalia, Südafrika, Tansania sowie Mauritius und Papua-Neuguinea[3]
- Cassia abbreviata subsp. kassneri (Baker f.) Brenan (Syn.: Cassia kassneri Baker f.): Verbreitung: Kenia und Tansania[4]

Die Unterarten wurden früher als eigene Arten geführt. Das Verbreitungsgebiet der drei Unterarten überschneidet sich stark, zudem sind diese zum Teil schwierig voneinander zu unterscheiden – so werden Cassia abbreviata subsp. beareana und Cassia abbreviata subsp. abbreviata anhand der Haare auf der Blattunterseite unterschieden.
Cassia abbreviata subsp. abbreviata neigt in ihrem natürlichen Verbreitungsgebiet zur Hybridisierung mit Cassia burttii Baker f. (zu Cassia abbreviata subsp. abbreviata × Cassia burttii)
In Südafrika ist Cassia abbreviata die einzige natürlicherweise heimische Art der Gattung Kassien (Cassia).

## Nutzung
Cassia abbreviata wird als Zierpflanze in Parks und Gärten verwendet.
Verschiedene Pflanzenteile (insbesondere Wurzeln und Rinde) werden umfangreich in der traditionellen afrikanischen Medizin zur Behandlung von z. B. Bilharziose, Schwarzwasserfieber, Kopfschmerzen, Zahnschmerzen, Bauchschmerzen, Verstopfung, Durchfall sowie als Abreibungsmittel eingesetzt – daneben werden Wurzel- und Rindenauszüge auch als Aphrodisiakum verwendet.

## Namensgebung
Der afrikaanse Name „Sjambok pod“ leitet sich von dem afrikaansen (aus dem Malaiischen stammenden) Begriff für eine kurze Peitsche – als Hinweis auf die langen Hülsenfrüchte – ab.